# Draft NBA 1963
Il Draft NBA 1963 si è svolto il 30 aprile 1963 a New York ed è ricordato per la presenza del futuro membro della Basketball Hall of Fame Nate Thurmond. Inoltre questo fu l'ultimo draft dei Syracuse Nationals prima di diventare i Philadelphia 76ers.

## Scelta territoriale
|  | = All-Star     |
|  | = Hall of Fame |

| Scelta | Giocatore   | Nazionalità | Squadra NBA       | Scuola/ex squadra |
| ------ | ----------- | ----------- | ----------------- | ----------------- |
|        | Tom Thacker | Stati Uniti | Cincinnati Royals | Cincinnati        |

## Giocatori scelti al 1º giro
| Scelta | Giocatore        | Nazionalità | Squadra NBA            | Scuola/ex squadra |
| ------ | ---------------- | ----------- | ---------------------- | ----------------- |
| 1      | Art Heyman       | Stati Uniti | New York Knicks        | Duke              |
| 2      | Rod Thorn        | Stati Uniti | Baltimore Bullets      | West Virginia     |
| 3      | Nate Thurmond    | Stati Uniti | San Francisco Warriors | Bowling Green     |
| 4      | Eddie Miles      | Stati Uniti | Detroit Pistons        | Seattle           |
| 5      | Gerry Ward       | Stati Uniti | St. Louis Hawks        | Boston College    |
| 6      | Tom Hoover       | Stati Uniti | Syracuse Nationals     | Villanova         |
| 7      | Roger Strickland | Stati Uniti | Los Angeles Lakers     | Jacksonville      |
| 8      | Bill Green       | Stati Uniti | Boston Celtics         | Colorado State    |

## Giocatori scelti al 2º giro
| Scelta | Giocatore       | Nazionalità | Squadra NBA            | Scuola/ex squadra |
| ------ | --------------- | ----------- | ---------------------- | ----------------- |
| 9      | Jerry Harkness  | Stati Uniti | New York Knicks        | Loyola (IL)       |
| 10     | Gus Johnson     | Stati Uniti | Baltimore Bullets      | Idaho             |
| 11     | Gary Hill       | Stati Uniti | San Francisco Warriors | Oklahoma City     |
| 12     | Jerry Smith     | Stati Uniti | Detroit Pistons        | Furman            |
| 13     | Jim King        | Stati Uniti | Los Angeles Lakers     | Tulsa             |
| 14     | Leland Mitchell | Stati Uniti | St. Louis Hawks        | Mississippi State |
| 15     | Hershell West   | Stati Uniti | Syracuse Nationals     | Grambling         |
| 16     | Mel Gibson      | Stati Uniti | Los Angeles Lakers     | Western Carolina  |
| 17     | Ken Saylors     | Stati Uniti | St. Louis Hawks        | Arkansas Tech     |

## Giocatori scelti al 3º giro
| Scelta | Giocatore       | Nazionalità | Squadra NBA            | Scuola/ex squadra |
| ------ | --------------- | ----------- | ---------------------- | ----------------- |
| 18     | Bill O'Connor   | Stati Uniti | New York Knicks        | Canisius          |
| 19     | Tom Bolyard     | Stati Uniti | Baltimore Bullets      | Indiana           |
| 20     | Steve Gray      | Stati Uniti | San Francisco Warriors | St. Mary's (CA)   |
| 21     | Mike McCoy      | Stati Uniti | Detroit Pistons        | Miami (FL)        |
| 22     | Jimmy Rayl      | Stati Uniti | Cincinnati Royals      | Indiana           |
| 23     | Bill Burwell    | Stati Uniti | St. Louis Hawks        | Illinois          |
| 24     | Jerry Greenspan | Stati Uniti | Philadelphia 76ers     | Maryland          |
| 25     | Lyle Harger     | Stati Uniti | Los Angeles Lakers     | Houston           |
| 26     | Chuck Kriston   | Stati Uniti | Boston Celtics         | Valparaiso        |

## Giocatori scelti nei giri successivi con presenze nella NBA o nella ABA
| Scelta | Giocatore        | Nazionalità | Squadra NBA            | Scuola/ex squadra                        |
| ------ | ---------------- | ----------- | ---------------------- | ---------------------------------------- |
| 43     | Larry Jones      | Stati Uniti | Los Angeles Lakers     | Toledo                                   |
| 44     | Red Stroud       | Stati Uniti | Boston Celtics         | Mississippi State                        |
| 48     | Reggie Harding   | Stati Uniti | Detroit Pistons        | Detroit Eastern H.S. (Detroit, Michigan) |
| 54     | Bob Woollard     | Stati Uniti | New York Knicks        | Wake Forest                              |
| 55     | Larry Brown      | Stati Uniti | Baltimore Bullets      | North Carolina                           |
| 57     | Ira Harge        | Stati Uniti | Detroit Pistons        | New Mexico                               |
| 59     | Ken Rohloff      | Stati Uniti | St. Louis Hawks        | North Carolina State                     |
| 63     | Freddie Crawford | Stati Uniti | New York Knicks        | St. Bonaventure                          |
| 65     | Harry Dinnel     | Stati Uniti | San Francisco Warriors | Pepperdine                               |
| 76     | Orbie Bowling    | Stati Uniti | New York Knicks        | Tennessee                                |